# 賴昌星
赖昌星（1958年9月15日—），出生于福建省泉州市晋江市，中国大陆商人，前远华集团創辦人兼董事長。1999年遠華案发后，逃亡加拿大温哥華十年，数次申请難民身分未果。2011年7月，他从温哥华遣返回北京，2012年5月18日被判無期徒刑。

## 遷居香港
賴昌星1991年遷居香港。1994年成立厦门远华集团并涉嫌从事走私活动。原远华集团的房地产项目有位于厦门同安的远华影视城、88层的远华国际大厦、远华国际中心等。赖昌星还曾经买下佛山佛斯弟足球俱乐部，改名厦门远华足球俱乐部。1999年，远华案案发。其后，成为远华案的主要犯罪嫌疑人。厦门远华足球队也因而去掉“远华”二字。

## 流亡加拿大
1999年，賴昌星與妻子曾明娜及兒女一同以虛假資料向香港入境處申請及利用香港特區護照免簽證便利前往加拿大温哥华。
2000年，賴昌星涉嫌在中國从事走私活动的事件曝光，中國政府正式通緝賴昌星並要求加拿大政府撤消其難民申請資格並將其遣返中國。至於其遣返方面就要求中國承諾不会对賴昌星处以死刑才予以考慮。香港特區政府在當時也證實賴氏是以香港永久居民身份證申請香港特區護照；而事實上赖氏一家已遷居香港多年。不過到了2002年，香港特區政府突然吊销了賴昌星的香港特區護照，理由是他申请香港永久居民資格过程中有欺骗。可是這個行動已經影響不到賴昌星，因為賴昌星為了逃避被遣返，與曾明娜早在2000年已向加拿大政府申請難民資格，多次驳回后賴昌星决定不再上诉。之所以司法过程走这么长，是因为加拿大法律不允许把人送到有可能面对死刑判决，或者酷刑虐待的地方。所以，在这类有可能涉及人身安全、基本人权的问题上会特别的慎重。
自從賴氏申請難民資格後，幾年來多次被拒又多次上訴，中間曾經被加拿大移民局勒令賴氏夫婦只能留在其位於大温哥華地區本拿比市麗晶廣塲的豪宅寓所不得外出。但後來這項禁令改為宵禁限制，即是可以外出但規定在晚上特定時間之前必定要回家。（以上規定的對象只是賴氏夫婦，而其子女並不受任何影响。）
2005年8月，加拿大最高法院拒绝赖昌星及其家属的难民身份申请，加拿大移民部隨即進行了遣返前的風险评估。同年，賴氏夫婦正式離婚。
2006年5月，賴昌星被捕，準備被遣返，但賴昌星又再提出上訴，案件又一直展開拉鋸。5月31日，加拿大联邦法庭开庭审理赖昌星遣返案，但未当庭作出裁决。6月1日，加拿大联邦法庭宣布对赖昌星遣返案的判决结果，裁定暂缓执行遣返令，以審議决定是否接受他提出的对其遣返前风险评估报告进行司法复议的请求。
到了2007年4月，移民及難民部取消賴昌星所有的宵禁限制，同年7月，賴昌星考獲駕駛執照。
2009年2月4日，赖昌星獲得在加拿大工作的许可，引发中国政府不满和关切。
2009年10月，遠志明赴溫哥華聖道堂佈道，賴昌星皈依基督教。有报道说，2007年曾明娜已经皈依基督教，她与孩子于2009年5月回中国。
2010年7月，接受温哥华某华文网站采访时说，420小组（侦办中国远华案专案小组）想方设法阻止他的自传《赖昌星说赖昌星》出版，尽管他事先将书稿给他们看过。他女友回国探亲时，遭420小组威胁「如果继续与赖昌星往来，给他信用卡，回中国可判刑5年。」
2011年7月18日，加拿大外交部长约翰·贝尔德表示，赖昌星的遣返案件必须依照加拿大的法律程序独立展开。较早前赖昌星的难民申请遭拒，有可能被遣返回中国。7月22日，加拿大法院駁回賴昌星暫緩執行遣返令申請，賴昌星最快7月23日遣返。

## 回国
2011年7月23日，停留加拿大12年之久的赖昌星于温哥华时间22日下午在加拿大警察的押送下搭乘加拿大航空AC029航班离开温哥华国际机场。北京时间23日下午抵达北京首都国际机场。中加双方随即在北京首都国际机场办理了有关交接手续。随后，中国公安機關向赖昌星宣布了逮捕令。12月30日，央視新聞及新華社引述廈門海關緝私局及廈門市人民檢察院報導，指賴昌星走私案已偵查終結，賴昌星及犯罪集團骨幹成員，對走私、行賄犯罪事實，供認不諱。
2012年5月18日，赖昌星因走私和行贿罪被判无期徒刑，剥夺政治权利终身，没收个人全部财产。有传言称其已于2018年9月6日因心肌梗塞抢救无效在福建监狱死亡，但遭到官方否认。

## 影响
賴昌星未能被遣返回中国受審，被指是中加關係一直無法改善的原因、也被認為這是特許旅遊目的地（ADS）協議一直未能簽署的主因。但有加拿大官員否認，他們認為賴昌星的案件是被獨立的加國司法制度在審理，無論加拿大或中國政府都無法控制、過問。中国方面則認為加方實際上曾承諾過會遣返賴昌星，但因為司法獨立原則，政府無法干預司法。這樣無疑會影响到中加關係和特許旅遊目的地（ADS）協議的順利落實；如果賴案不給弄清楚，會有愈來愈多的經濟犯罪分子潛逃加拿大。所以解決賴案，具特殊意義。

## 影视形象
2003年电视剧《忠诚卫士》演员赵燕国彰饰演原型为赖昌星的男主角段德辉，他还曾饰演过张世豪（原型张子强）。